# Four Mile Road
Four Mile Road est une localité (Census-designated place) d'Alaska aux États-Unis, dans la Région de recensement de Yukon-Koyukuk. Au recensement de 2010 sa population était de 43 habitants.
Elle est située au nord de Nenana, à environ 80 km de Fairbanks, sur la George Parks Highway.
Les températures extrêmes sont de −56 °C en janvier à 37 °C en juillet.
Four Mile Road est située dans la partie ouest du territoire athabascan de Nenana, son développement a été parallèle à celui de cette ville, la plupart de ses habitants y travaillent.

## Démographie
| 2000 | 2010 |
| ---- | ---- |
| 38   | 43   |